# Colours (альбом Masterboy)
«Colors» — третій студійний альбом гурту Masterboy виданий у 1996 року. У ньому брала участь нова вокалістка гурту, Лінда Рокко, яка раніше працювала в гурті Milli Vanilli. Альбом був особливо популярним завдяки енергійному синглу «Mister Feeling», який вийшов влітку. Сингл досяг 44-го місця в німецьких чартах.

## Трек-лист
1. Intro - 2:32
2. Show Me Colours - 4:29
3. Ocean Bizarre - 3:33
4. La Ola (Hand In Hand) - 3:48
5. Mister Feeling - 4:28
6. I Want To Break Free (кавер-версія на пісню гурту Queen) - 3:25
7. Children Of The Night - 3:47
8. Dreams Within A Dream - 5:33
9. Just For You - 3:35
10. Energy - 4:45
11. Mister Feeling (Fresh Remix Maxi) - 6:06
12. Outro - 0:12
13. Baby Let It Be* - 3:43

*Оригінальна версія була включена до попереднього альбому гурту Generation of Love.

## Зовнішні посилання
- Інформація на вебсайті Discogs